# Preußen Danzig
Sport-Club Preußen 1909 Danzig e.V. – niemiecki klub piłkarski z siedzibą w Gdańsku (niem. Danzig). Istniał w latach 1909–1945.

## Historia
W 1909 roku powstała piłkarska sekcja klubu Turn- und Fechtverein Preußen Danzig, założonego w 1860 roku i posiadającego sekcję gimnastyki i szermierki. W 1921 roku odłączyła się ona od klubu i utworzyła SC Preußen Danzig. W latach 20. klub ten występował w regionalnej lidze Baltenverband. Trzy razy został mistrzem grupy Bezirk Danzig (1921, 1923, 1924), jednak ani razu wygrał rundy finałowej, w której udział brali również zwycięzcy grup Pommern i Ostpreußen.
W 1933 roku wszedł w skład nowo utworzonej Gauligi (grupa Ostpreußen), będącej wówczas najwyższą ligą i spędził w niej 5 sezonów, a następnie spadł z ligi w wyniku reorganizacji polegającej na połączeniu grup Gauligi Ostpreußen – Allenstein, Danzig, Gumbinnen oraz Königsberg w jedną dywizję i zmniejszeniu liczby drużyn uczestniczących w rozgrywkach z 28 do 10. W sezonie 1939/1940 wrócił do Gauligi Ostpreußen, jednak był to jego ostatni sezon w tej lidze, gdyż od następnego, przez kolejne 5 występował w nowo utworzonej Gaulidze Danzig-Westpreußen.
W sezonie 1933/1934 Preußen został mistrzem Gauligi Ostpreußen i zakwalifikował się do Mistrzostw Niemiec, z których odpadł jednak po fazie grupowej. W sezonie 1940/1941 ponownie zdobył mistrzostwo Gauligi (Danzig-Westpreußen), a mistrzostwa Niemiec zakończył również na fazie grupowej.
W latach 30. Preußen brał udział w Pucharze Niemiec, jednak nigdy nie przeszedł pierwszej rundy. W 1945 roku w wyniku przyłączenia Gdańska do Polski, klub został rozwiązany.

## Występy w Gaulidze
| Liga                                    | Sezon     | Pozycja     |
| --------------------------------------- | --------- | ----------- |
| Gauliga Ostpreußen Gruppe I             | 1933/1934 | 1.          |
| Gauliga Ostpreußen Gruppe I             | 1934/1935 | 5.          |
| Gauliga Ostpreußen Bezirksklasse Danzig | 1935/1936 | 1.          |
| Gauliga Ostpreußen Bezirksklasse Danzig | 1936/1937 | 1.          |
| Gauliga Ostpreußen Bezirksklasse Danzig | 1937/1938 | 5.          |
| Gauliga Ostpreußen                      | 1939/1940 | 2.          |
| Gauliga Danzig-Westpreußen              | 1940/1941 | 1.          |
| Gauliga Danzig-Westpreußen              | 1941/1942 | 7.          |
| Gauliga Danzig-Westpreußen              | 1942/1943 | 3.          |
| Gauliga Danzig-Westpreußen              | 1943/1944 | 8.          |
| Gauliga Danzig-Westpreußen              | 1944/1945 | brak danych |